# Bukovica pri Vodicah
Bukovica pri Vodicah – wieś w Słowenii, w gminie Vodice. W 2018 roku liczyła 401 mieszkańców.